# アベボクシングジム
アベボクシングジムは、東京都調布市布田に所在していたボクシングジム。多数のプロボクサーを輩出していた。

## 沿革
1962年、JBC審判員や日活のアクション指導者だった阿部幸四郎が初代会長となり調布市下石原に設立された。
1992年、幸四郎会長が死去し、子息の阿部徹が2代目会長に就任（徹は2021年2月25日に脊髄硬膜外膿瘍の為逝去）。
2009年8月5日、調布市布田に移転。
2020年5月ジムを休止。
2020年11月ジム経営権を譲渡し、湘南龍拳ジムに改称され神奈川県平塚市に移転している。

## これまで輩出したメインイベンター
- 高木永伍
- 金沢和良
- 高橋ナオト
- ルイシト小泉（フィリピン出身）
- 山中郁夫
- 竹原真敬
- 円谷篤史
- 斎藤幸伸丸